# Daniel Johansson (operasångare)
Daniel Mattias Johansson, född 4 augusti 1980 i Braås i Växjö kommun, är en svensk opera- och konsertsångare (tenor). Han blev hovsångare 2018.

## Biografi

### Utbildning
Daniel Johansson är utbildad vid Operahögskolan i Stockholm 2006–2010. Tidigare gick han på musiklinjen vid Ljungskile folkhögskola.
Under sin studietid var han solist i Sveriges Televisions Trettondagskonsert 2008 från Berwaldhallen med Sveriges Radios symfoniorkester under ledning av Thomas Søndergård. Då framförde han bland annat tillsammans med Miah Persson kärleksduetten från La Bohème av Puccini.

### Opera

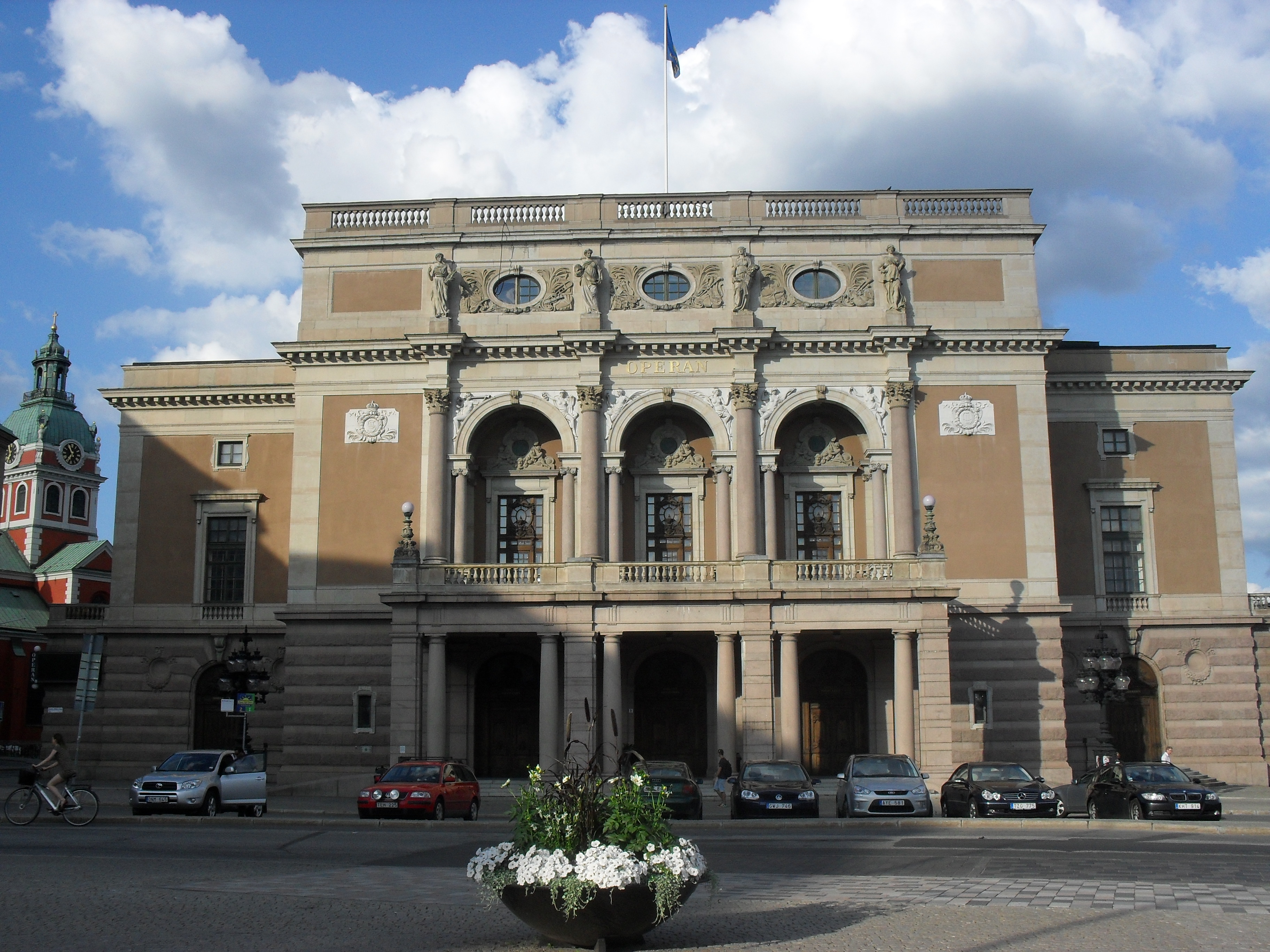
Daniel Johansson debuterade på Kungliga Operan 2013 som Tamino i Trollflöjten. Här har han sedan varit engagerad i flera roller och uppsättningar.

Han debuterade vid Kungliga Operan den 14 januari 2011 som sångsolist i baletten Messias.
Johansson har sjungit Rodolfo i La Boheme och Hoffmann i Hoffmanns äventyr både vid Bregenzer Festspiele och Kungliga Operan i Stockholm (2011) liksom i Helsingfors och Oslo. Han har sjungit Pinkerton i Madama Butterfly vid Kungliga Operan (2014) och Opera Hedeland i Danmark. Han har framträtt i rollen som Alfredo i La traviata både i Stockholm (2015), i Oslo (2015), på Opera Hedeland och vid Grand Théâtre de Genève. Han har även sjungit Tamino i Trollflöjten i Valencia, Oslo och Stockholm (2012), samt Nemorino i Kärleksdrycken på Dalhalla (2011) och på Göteborgsoperan (2013).

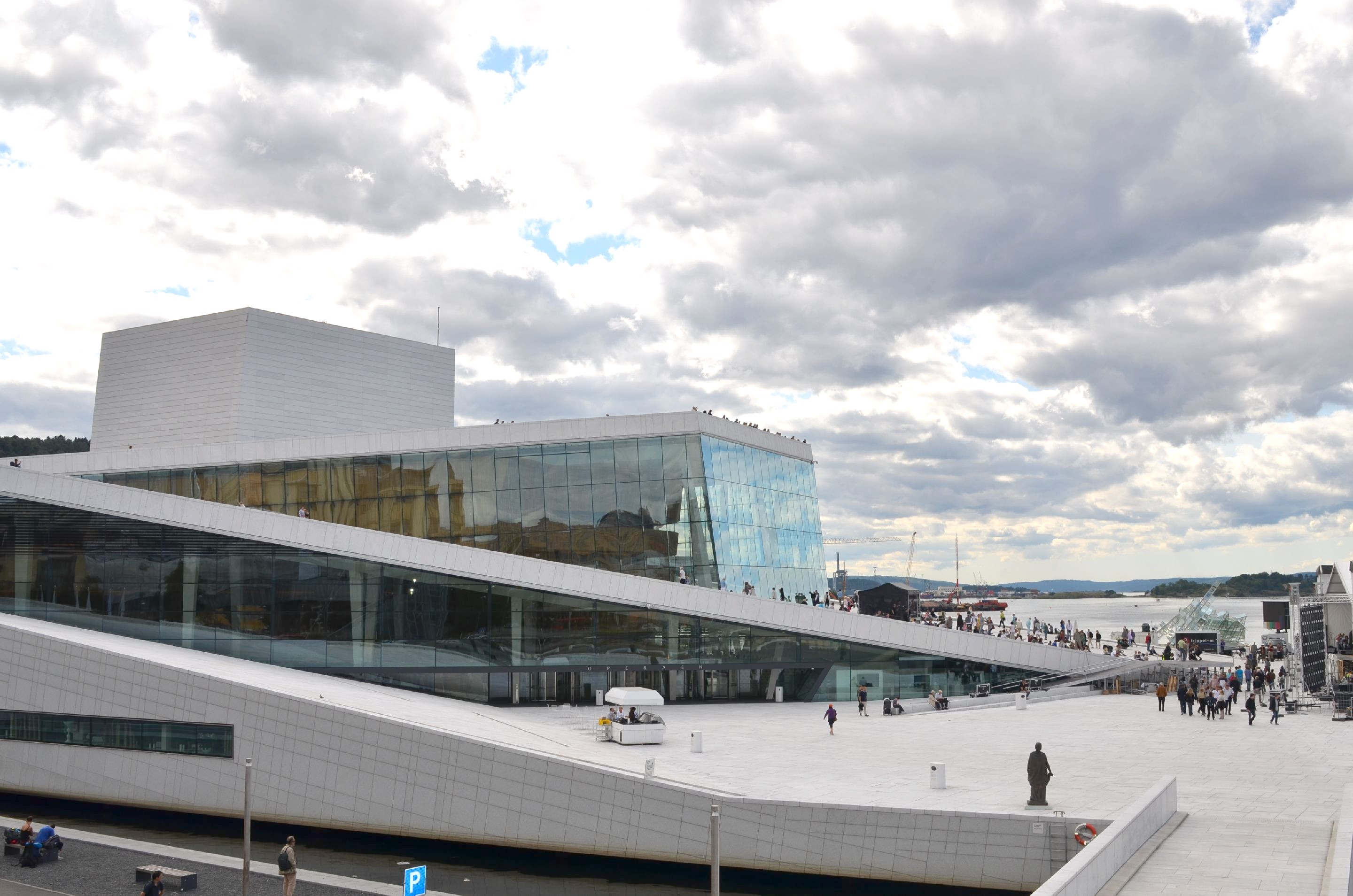
Den Norske Opera & Ballett i Oslo. Daniel Johansson har varit knuten dit under några säsonger.

Johansson har varit knuten till Den Norske Opera i Oslo och framträtt i roller som Alfred i Läderlappen, Narraboth i Salome, Macduff i Macbeth och Telemaco i Monteverdis Odysseus återkomst.
Bland övriga engagemang kan nämnas titelrollen i Faust på Folkoperan och Lenskij i framföranden av Eugen Onegin på Norrlandsoperan inom ramen för Umeå Kulturhuvudstad 2014 och i Chautauqua i delstaten New York, USA.
Säsongen 2017 gjorde Johansson titelrollen som Lohengrin för första gången vid Musikteater Essen och han framträdde på Semperoper i Dresden med rollerna Narraboth i Salome och Froh i Rhenguldet. Han har även sjungit Don José vid Deutsche Oper i Berlin, vid Finlands Nationalopera i Helsingfors liksom vid Den Norske Opera där han under hösten (2017) hade rollen som Cavaradossi i Tosca.
Han inledde säsongen 2018 med Don José i Carmen vid Bregenzer Festspiele.  Johansson har även sjungit sin första Siegmund i Valkyrian på Theater an der Wien. Han sjöng under våren (2018) Count Loris Ipano i Giordanis Fedora och Cavaradossi i Tosca, båda på Kungliga Operan i Stockholm. Han hade åter rollen som Don José på Semperoper i Dresden från oktober 2017 och fram till juli 2018.

### Roller

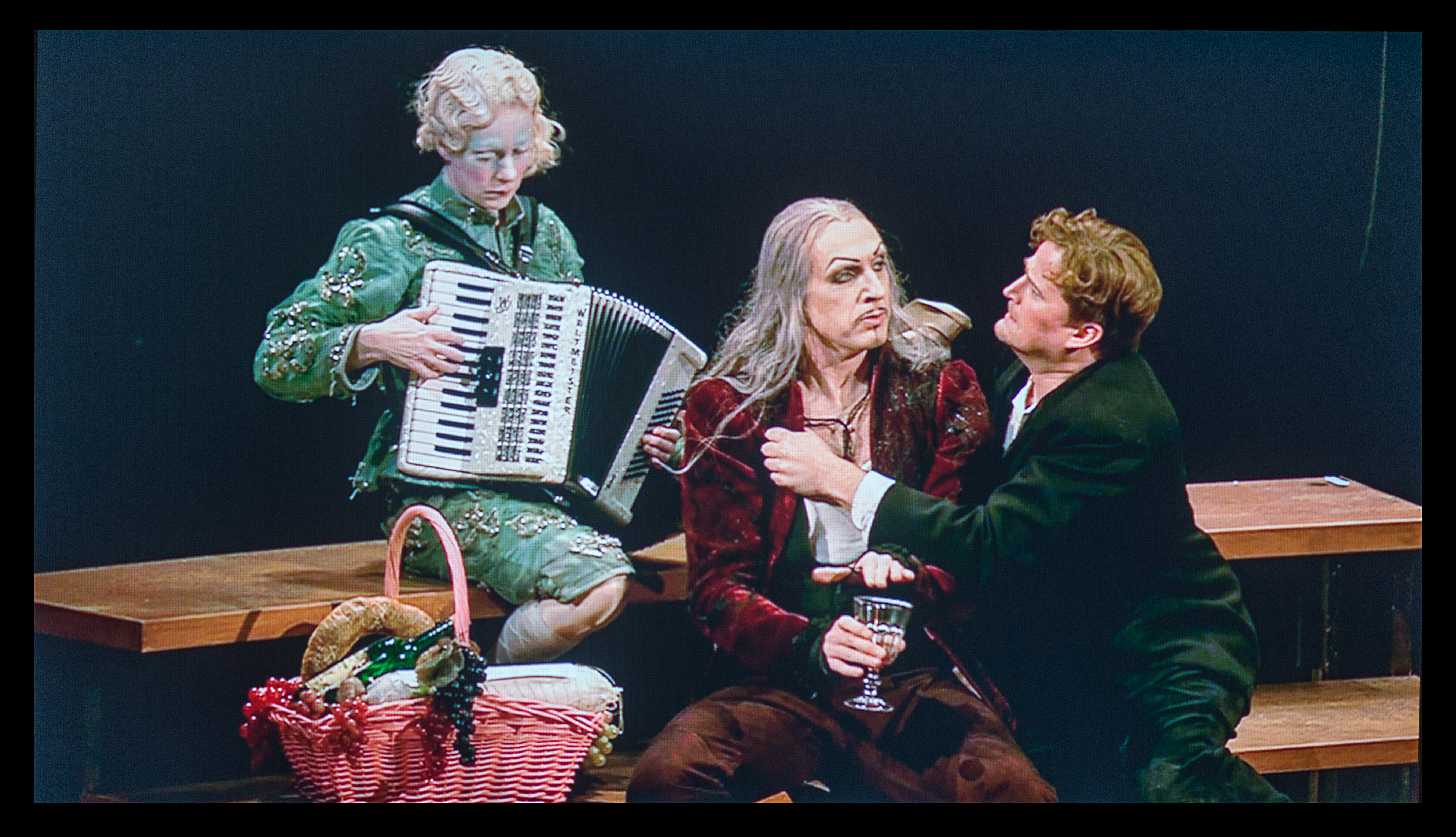
Daniel Johansson som Nemorino (till höger) och Åke Zetterström som Dulcamara (i mitten) i Kärleksdrycken på Göteborgsoperan 2013.

| Rollfigur          | Opera              | Kompositör              | Månad och år | Plats                          |
| ------------------ | ------------------ | ----------------------- | ------------ | ------------------------------ |
| Nemorino           | Kärleksdrycken     | Gaetano Donizetti       | juni 2011    | Dalhalla                       |
| Telemaco           | Odysseus återkomst | Claudio Monteverdi      | maj 2012     | Den Norske Opera               |
| Narraboth          | Salome             | Richard Strauss         | maj 2013     | Den Norske Opera               |
| Faust              | Faust              | Charles Gounod          | juni 2013    | Folkoperan                     |
| Pinkerton          | Madama Butterfly   | Giacomo Puccini         | aug 2013     | Opera Hedeland                 |
| Tamino             | Trollflöjten       | Wolfgang Amadeus Mozart | sep 2013     | Kungliga Operan                |
| Alfred             | Läderlappen        | Johann Strauss d.y.     | dec 2013     | Den Norske Opera               |
| Macduff            | Macbeth            | Giuseppe Verdi          | dec 2013     | Den Norske Opera               |
| Rudolfo            | La Boheme          | Giacomo Puccini         | jan 2014     | Den Norske Opera               |
| Vladimir Lenskij   | Eugen Onegin       | Pjotr Tjajkovskij       | feb 2014     | Norrlandsoperan                |
| Don José           | Carmen             | Georges Bizet           | mars 2015    | Den Norske Opera               |
| Alfredo Germont    | La traviata        | Giuseppe Verdi          | apr 2015     | Den Norske Opera               |
| Hoffmann           | Hoffmanns äventyr  | Jacques Offenbach       | juli 2015    | Bregenzer Festspiele           |
| En sångare         | Rosenkavaljeren    | Richard Strauss         | sep 2015     | Kungliga Operan                |
| Florestan          | Fidelio            | Ludwig van Beethoven    | jan 2016     | Malmö Live Konserthus          |
| Froh               | Rhenguldet         | Richard Wagner          | okt 2016     | Sächsische Staatsoper, Dresden |
| Lohengrin          | Lohengrin          | Richard Wagner          | dec 2016     | Aalto-Musiktheater, Essen      |
| Mario Cavaradossi  | Tosca              | Giacomo Puccini         | juni 2017    | Den Norske Opera               |
| Siegmund           | Valkyrian          | Richard Wagner          | dec 2017     | Theater an der Wien            |
| Greve Loris Ipanov | Fedora             | Umberto Giordano        | mars 2018    | Kungliga Operan                |
| Matteo             | Arabella           | Richard Strauss         | okt 2018     | San Francisco Opera            |
| Calaf              | Turandot           | Giacomo Puccini         | feb 2024     | Malmö Opera                    |

### Konsert
Johansson har sjungit Melot vid konsertanta framföranden av Tristan och Isolde med såväl Sveriges Radios Symfoniorkester och dirigenten Daniel Harding som med Orchestre de Paris och dess dirigent Christoph Eschenbach. Han har sjungit Mozarts Kröningsmässa vid öppningen av Danmarks Radios nya konsertsal under ledning av Adam Fischer, Herden i Oedipus Rex med Sveriges Radios Symfoniorkester och Esa-Pekka Salonen i Stockholm och i Bryssel, samt tenorpartiet i kammarversionen av Das Lied von der Erde med Nordiska Kammarorkestern i Sundsvall, Västerås Sinfonietta och med Uleåborgs Symfoniorkester.
Han presenterade sig för en bredare publik 2013, då han tillsammans med flera av Sveriges främsta artister medverkade i Riksdagens tv-sända firande av kung Carl XVI Gustafs 40 år som statschef i Sverige.

## Diskografi
På cd kan Johansson höras som Magnus Gabriel De la Gardie i Jacopo Foronis Cristina Regina di Svezia (Sterling) med Göteborgsoperans orkester under ledning av Tobias Ringborg.

## Utmärkelser och priser
- Stipendier från Kungliga Musikaliska Akademien
- 2007 – 1:a pris i Gösta Winbergh Award
- 2008 – Stipendium från Anders Walls Stiftelser.[6]
- 2012 – Håkan Mogrenstipendiet.[7]
- 2012 – 1:a pris och publikens pris i Wilhelm Stenhammar International Music Competition.
- 2018 – Hovsångare
- 2021 -  Medaljen Litteris et Artibus i guld av 8:e storleken (GMleta) för framstående konstnärliga insatser som operasångare.[8]
- 2021 – Jussi Björlingstipendiet.[9]